# Maxie Parks
Maxwell Lander „Maxie” Parks (ur. 9 lipca 1951 w Arkansas City) – amerykański lekkoatleta sprinter, mistrz olimpijski z Montrealu z 1976.
Zwyciężył w amerykańskich eliminacjach przedolimpijskich w 1976 w biegu na 400 metrów. Na igrzyskach olimpijskich w 1976 w Montrealu zajął w tej konkurencji 5. miejsce, podczas gdy jego koledzy z reprezentacji USA Fred Newhouse i Herman Frazier zdobyli srebrny i brązowy medal. W sztafecie 4 × 400 metrów zdobył wraz z kolegami złoty medal (sztafeta biegła w składzie: Frazier, Benny Brown, Newhouse i Parks).
Parks był  mistrzem Stanów Zjednoczonych (AAU) w biegu na 400 metrów w 1976 i 1978.
Rekordy życiowe:
- bieg na 400 metrów – 44,82 s (12 czerwca 1976, Westwood)